# ビデオパブ
ビデオパブとは、パーティションで区切られた個室で風俗嬢とアダルトビデオを観賞しながら手コキによるサービスを受けられる店である。名古屋とその周辺のみに存在する。

## システム
2009年現在、一般的なコース料金は30分 - 35分につき6千円程度で、最短25分前後から10分刻みでコースを選択できる店舗が多い。
部屋は薄いカーテン、または1mほどの高さのパーティションで区切られており、2畳程の「部屋」にはテレビ、ビデオ (DVD) デッキ、ラブソファーなどが置かれている。また、ローション、ティッシュなどが備えられている。店によってはウエットティッシュ、石けん（洗い流す必要がないもの）も用意されている。シャワーはない。
ただし、店によってはヘルスなどと同等の届け出をして個室を用意している場合もある。その場合は合法的な性風俗店である。それを除くと往々にして飲食店の届けしか出していないので違法である。飲食店の届けすら出していない場合もある。
サービスはラブソファーなどに女性と2人で座り、手コキを受けることになる。口による性的サービスは無く、多くの場合はキス、下半身のタッチなどは禁止されていることが多い。オプションの追加によってコスプレ、上半身タッチ、トップレス、乳首なめ（男性受身）、ローター（女性受身）、女性の下着持ち帰りなどのサービスを受けられる店もある。

## 女の子
写真によって女の子を選ぶ。時給800円程度のほか、客が選択したコースやオプションの半額程度が取り分となる。収入的には他の風俗と比べて低いうえに手コキだけのサービスで裸体を見せなくてもよいため、アルバイト感覚の女の子が多い。そのために業界ずれしていない、容姿・スタイルに優れたコが多いという触れ込みの店が多いが、実際にそうとは限らない。